# Laauama
Laauama [cita requerida](en árabe: العوامة‎, en francés: Laaouama) es una comuna rural marroquí de la prefectura de Tanger-Assilah, en la región de Tánger-Tetuán-Alhucemas. Según el censo de 2014, tiene una población de 8013 habitantes.
En la comunas de Laauama y Sebt Azzinate, concretamente en el área de Ain Dalia, el Gobierno marroquí viene construyendo desde 2017, con varias interrupciones, una ciudad industrial (que incluye una smart city) llamada Tanger Tech. El megaproyecto, financiado con inversión china y marroquí y construido por un consorcio de empresas chinas, se extenderá sobre una superficie total de 2167 hectáreas.